# Operador de red móvil

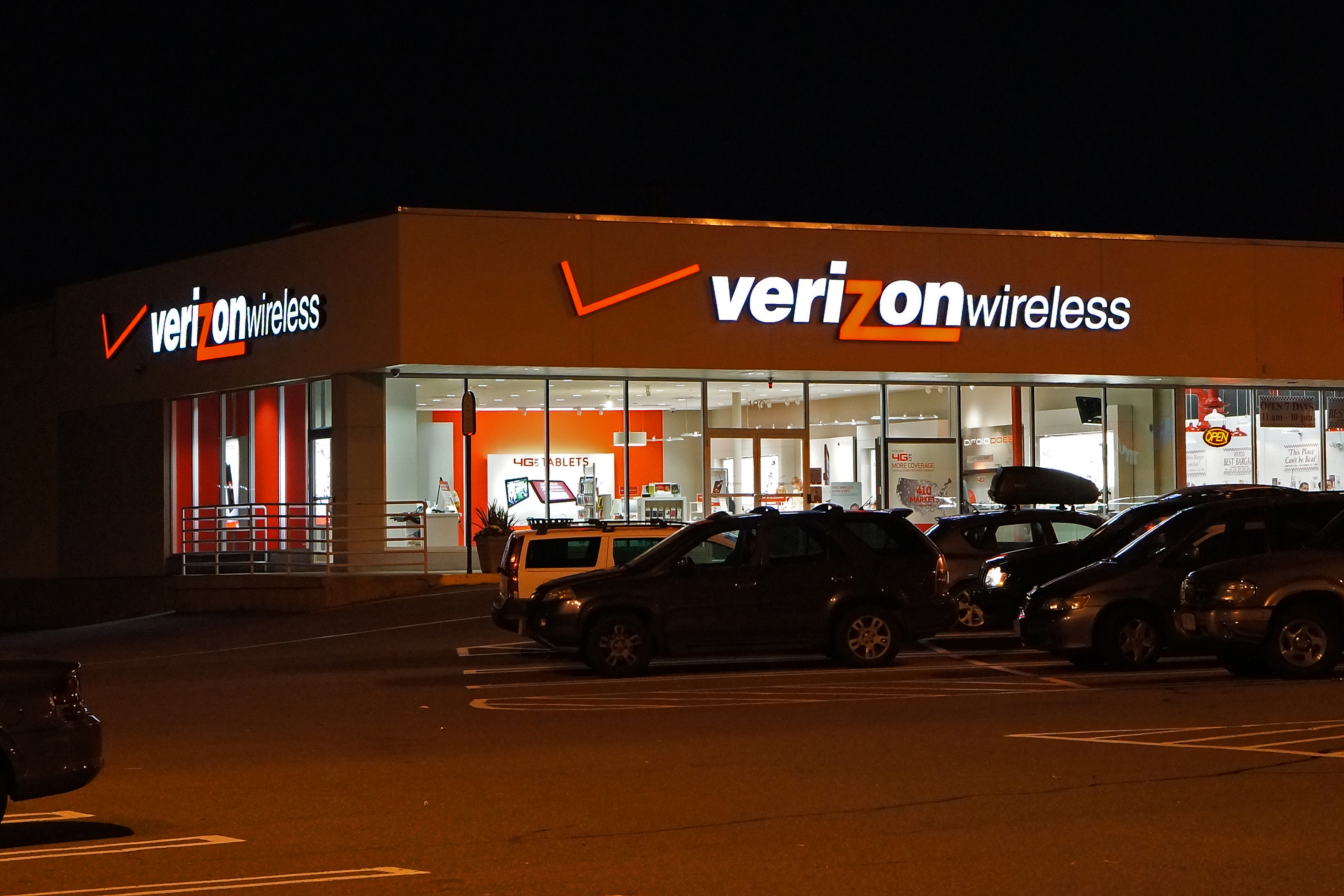
Tienda minorista de Verizon Wireless - Saugus, Massachusetts

Un operador de telefonía móvil (ORM; en inglés: mobile network operator, MNO) es una compañía telefónica que provee servicios de telefonía para clientes de telefonía móvil.
El proceso de convertirse en un operador de telefonía móvil en un país normalmente comienza con la adquisición de una licencia sobre utilización del espectro radioeléctrico al Gobierno. La parte del espectro asignada dependerá de la disponibilidad existente y del tipo de tecnología de telefonía móvil que el operador intenta suministrar. Por ejemplo, un móvil GSM requerirá una frecuencia correspondiente a GSM.
El Gobierno puede distribuir el espectro usando cualquier método, aunque los más habituales son concursos o subastas. Recientemente,[¿cuándo?] algunas licencias 3G en Europa se han vendido por subasta al mejor postor.[cita requerida]
Otra categoría de operadores de telefonía móvil emergente en algunos mercados. Son los operadores móviles virtuales (OMV). Desde el punto de vista del cliente, parecen idénticos a los operadores normales. La diferencia radica en que no poseen la infraestructura de red, sino que la alquilan a otro operador.